# Збуре
Збуре (словен. Zbure) — поселення в общині Шмарєшкі Топлиці, регіон Південно-Східна Словенія, Словенія.